# 108P/Ciffreo
108P/Ciffreo è una cometa periodica appartenente alla famiglia delle comete gioviane. La cometa è stata scoperta l'8 novembre 1985, la sua riscoperta il 24 settembre 1992 ha permesso di numerarla definitivamente.

## Particolarità orbitali
La cometa ha una MOID di 0,30 UA, pari a circa 45 milioni di km, col pianeta Giove, il 3 agosto 2100 la cometa avrà un incontro ravvicinato con Giove a tale distanza, in futuro, come è avvenuto anche nel passato, un incontro di tale tipo cambierà nuovamente la sua orbita modificandola drasticamente.